# Ouistreham

Ouistreham este o comună în departamentul Calvados, Franța. În 1 ianuarie 2022 avea o populație de 9.261 de locuitori.